# 退形成
退形成（たいけいせい、英:anaplasia）は、腫瘍細胞において由来細胞の機能的、形態的特徴を失い胎生期の状態に戻ったような変化を示した状態。退形成の程度が強いほど、悪性で未熟な細胞である。